# Hugo Sabido
Hugo Manuel Sabido (Oeiras, 14 december 1979) is een Portugees voormalig wielrenner.

## Belangrijkste overwinningen
2004
2e etappe Ronde van Alentejo
7e etappe Ronde van Polen
2005
5e etappe Ronde van de Algarve
Eind- en bergklassement Ronde van de Algarve
3e etappe deel b GP Vinhos da Estremadura
Eindklassement GP Vinhos da Estremadura
2010
2e etappe Volta ao Concelho da Maia
Eindklassement Volta ao Concelho da Maia
2011
Proloog Ronde van Portugal
2013
 Sprintklassement Ronde van de Algarve

## Resultaten in voornaamste wedstrijden
| Jaar | Milaan-San Remo | Amstel Gold Race | Ronde van Lombardije |
| ---- | --------------- | ---------------- | -------------------- |
| 2006 | 105e            | 89e              |                      |
| 2007 |                 |                  | 45e                  |
| 2008 |                 | 43e              |                      |

Arreitunandia ·
Astarloa ·
Bonomi ·
Caccia ·
Cárdenas ·
Cheula ·
Christensen ·
Cox ·
Degano ·
Facci ·
Green ·
Jefimkin ·
Kannemeyer ·
Maartens ·
Perry ·
Sabido ·
Schärer ·
Southam ·
Txurruka ·
Corti (stagiair) ·
Kessiakoff (stagiair) 
Arreitunandia ·
Augustyn ·
Bonomi ·
Caccia ·
Cárdenas ·
Cheula ·
Cox ·
Degano ·
Guidi ·
Hunter ·
Jefimkin ·
Lewis ·
Longo Borghini ·
Perry ·
Sabido ·
Siwtsow ·
Soler ·
Thomas ·
Corti (stagiair) ·
Swift (stagiair) ·
Rincón (stagiair) 
Augustyn ·
Bellotti ·
Caccia ·
Calcagni ·
Cárdenas ·
Cheula ·
Cooke ·
Corti ·
Cummings ·
Dueñas ·
Froome ·
Gasparotto ·
Hunter ·
Impey ·
Longo Borghini ·
Pfannberger ·
Sabido ·
Scognamiglio ·
Soler ·
Thomas ·
Tanner (stagiair) 
Benta · de Segovia · Dueñas · Evangelista · García · García de Mateos · Isidoro · Jorge · Mestre · Pinto · Rodrigues · Sabido · Valinho